# Inchoaspis argentata
Inchoaspis argentata är en insektsart som först beskrevs av Hall 1941.  Inchoaspis argentata ingår i släktet Inchoaspis och familjen pansarsköldlöss.
Artens utbredningsområde är Zimbabwe. Inga underarter finns listade i Catalogue of Life.